# Hostal Royal Manzanares
Hostal Royal Manzanares es una serie española de televisión, emitida en 1996 por La 1 de Televisión Española, dirigida por Sebastián Junyent y producida por Prime Time, propiedad de Valerio Lazarov. Consta de cuatro temporadas y 61 episodios.

## Argumento
Remedios "Reme" Martín (Lina Morgan) es una mujer de pueblo de edad indeterminada -ella dice tener taytantos- que llega a Madrid junto a su padre Paciano (Rafael Alonso) y su gallina Cristal (en referencia a la protagonista de Cristal) para hospedarse en un hostal regentado por su tía Asunción (Mary Begoña). Allí convivirá con su prima Elena (Mónica Pont), la prostituta Sonsoles "Sonsy" (Ana Obregón), la mujer Filomena "Filo" (Tote García Ortega), las solteronas Casta (Marta Puig) y Virginia (Julia Martínez) de Jimeno y con el apuesto Luis (Joaquín Kremel), del que se enamorará perdidamente. Pero también se hospedaron los maduros enamorados Menchu (María José Alfonso) y Obdulio (Fernando Delgado), el pijo e inocente Junior (Pedro Rollán) y la exconvicta Juncal (Lolita Flores). En el último capítulo, emitido el 25 de diciembre de 1997, la protagonista se casa con su amado Luis.

## Estilo
La serie, grabada con presencia de público, tiene una estética teatral con escenarios fijos. El humor que destila se corresponde enteramente con la forma de hacer reír de la actriz protagonista, Lina Morgan. Un estilo inspirado en el sainete castizo de principios de siglo XX e hilvanado en torno a la expresión esencialmente gestual y cargada de improvisaciones y guiños al público, de la actriz protagonista. Esta forma de hacer reír había probado su eficacia en los éxitos teatrales Vaya par de gemelas o Sí al amor, que trazaron unos esquemas reutilizados en la serie. De nuevo, contó con el respaldo de enormes sectores de la audiencia televisiva, especialmente entre los segmentos de población de mayor edad, llegando a alcanzar en su emisión de 15 de mayo de 1996 los 8.675.000 espectadores (con una cuota de pantalla del 50,6%).

## Elenco
- Lina Morgan como Remedios "Reme" Martín.
- Rafael Alonso como Paciano (1996). (Capítulos 1-2-3-4-5-6-7-8-9-10-11-12-13-14-15-16-17-19 y 20)
- Ana Obregón como Sonsy (1996). (Capítulos 1-2-3-4-5-6-7-8-9-11-12-13-14-15-16-17-18-21-26 y 28)
- Joaquín Kremel como Luis. (Capítulos 1-2-3-4-5-6-7-8-9-10-11-12-13-14-15-16-17-18-19-20-21-22-23-24-25-26-27-28-29-30-31-32-33-34-35-36-37-38-39-40-41-42-43-44-45-46-47-48-49-50-51-52-53-54-55-56-57-58-59-60 y 61)
- Tote García Ortega como Filo. (Capítulos 1-2-3-4-5-6-7-8-9-10-11-12-13-14-15-16-17-18-19-20-21-22-23-24-25-26-27-28-30-31-32-33-34-35-36-37-38-39-40-41-42-43-44-45-46-47-48-49-50-51-52-53-54-55-56-57-58-59-60 y 61)
- Fernando Delgado como Obdulio. (Capítulos 1-2-3-5-6-11-12-13-18-19-20-21-22-23-24-25-26-27-28-29-30-31-32-34-35-36-37-38-40-41-43-45-46-47-48-49-50-52-53 y 61)
- Mary Begoña como Asunción. (Capítulos 1-2-3-4-5-6-7-8-9-11-12-13-14-15-16-17-18-19-20-21-22-23-24-25-26-27-28-29-30-31-32-33-34-35-36-37-38-39-40-41-42-43-44-45-46-47-48-49-50-51-52-53-54-55-56-57-58-59-60 y 61)
- Marta Puig como Casta de Jimeno. (Capítulos 1-2-3-5-6-8-10-11-12-16-18-19-20-21-23-24-25-26-27-28-29-30-31-32-33-34-35-36-37-38-39-40-42-43-44-45-46-47-48-49-50-51-52-54-55-56-57-58-59-60 y 61)
- Julia Martínez como Virginia de Jimeno. (Capítulos 1-2-3-5-6-8-10-11-12-16-18-19-20-21-23-25-26-27-28-29-30-31-32-33-34-35-36-37-38-39-40-42-43-44-45-46-47-48-49-50-51-52-54-55-56-57-58-59-60 y 61)
- Marisol Ayuso como Milagros (1996). (Capítulos 2-4-6-7-9-11-15-16 y 19)
- Mónica Pont como Elena (1996-1997). (Capítulos 1-2-3-4-5-6-7-10-11-12-16-17-18-19-20-21-22-23-24-25-26-27-28-29-30-31-32-33-34-35-36-37-38-39-40-41-42-43-45-47-48-49-50-51-52-53 y 61)
- Pedro García Marzo como Carlos (1996-1997). (Capítulos 1-3-7-8-11-12-16-17-18-20-21-22-25-26-27-28-29-30-31-32-33-34-35-36-37-39-40-41-42-43-45-47-48-49-50-51-52-53 y 61)
- José Manuel Mudarra como Lucas (1996-1997). (Capítulos 1-2-7-8-11-14-16-17-18-20-21-22-23-24-25-26-27-28-29-30-31-32-33-34-35-36-37-39-40-41-42-44-45-46-47-48-49-50-51 y 61)
- Lara Blasco como Lara (1996-1997). (Capítulos 1-2-3-5-6-8-9-10-12-13-15-16-17-18-19-20-21-22-23-24-25-26-27-28-29-30-31-32-34-35-38-40-41 y 61)
- Andrea Lazarov como Jonathan José. (Capítulos 2-3-6-9-12-14-15-18-19-20-21-22-23-24-25-26-28-29-30-31-32-34-35-38-40-41-42-44-49-50-54-56-59-60 y 61)
- Verónica Parejo como Alicia (1997). (Capítulos 49-50-54-59-60 y 61)
- Adriana Vega como Magda (1996-1997). (Capítulos 3-5-6-7-10-11-12-18-20-21-22-23-25-28-29-30-31-33-35-36-37-38-40-41-42-44-46-47-50-51 y 61)
- Silvia Tortosa como Esmeralda (1996). (Capítulos 10-12 y 13)
- Pedro Rollán como Junior (1996-1997). (Capítulos 17-22-24-25-27-28-29-30-31-32-35-36-37-38-39-40-41-42-43-44-45-46-47-48-49-50-51-52-53-54-55-56-57-58-59-60 y 61)
- Lolita Flores como Juncal (1996-1997). (Capítulos 22-23-24-29-30-32-33-46-47-48-49-50 y 51)
- María José Alfonso como Menchu (1996-1997). (Capítulos 27-29-30-31-32-34-35-36-37-38-40-41-43-45-46-47-48-49-50-52-53 y 61)
- África Gozalbes como Lali (1996). (Capítulos 29 y 30)
- Jesús Guzmán como Don Leandro (1996). (Capítulos 5-10 y 18)
- Manuel Galiana como Padre Miguel (1997). (Capítulos 34-37-38 y 61)
- Luisa Fernanda Gaona como Laura (1996). (Capítulos 19 y 20)
- J. Gonzalo Bargalló como Honori García, "El mago Chanchán" (1997). (Capítulo 39 y 40)
- Mariano Alameda como Ángel Luis (1996-1997). (Capítulos 26-42-43-46 y 47)
- Valentín Paredes como Fede "El torito" (1997). (Capítulos 49-50-51-52-53-54-55-56-57-58-59-60 y 61)
- Silvia Abascal como Sole (1997). (Capítulos 51-52-53-54-55-56-57-58-59-60 y 61)
- Javier Cámara como Lolo (1997). (Capítulos 50-51-52-53-56-57-58-59-60 y 61)
- Rafael Castejón como Ernesto (1997). (Capítulos 51-52-53-54-55-56-57-58-59-60 y 61)
- Jesús Olmedo como Pablo (1997). (Capítulos 55-56 y 57)
- Malena Gracia como Nelly (1996). (Capítulo 3)
- Manuel Díaz ''El Cordobés'' como "El Huracán de Cabra". (Capítulo 4)
- Miriam Díaz-Aroca como Agatha Morris de Campuzano, Condesa de Llanolargo (1996). (Capítulo 4)
- Carmen Russo como Giovanna (1996). (Capítulo 8)
- Moncho Borrajo como Antoñito de Ferrol (1996). (Capítulo 9)
- María Jiménez como María Jhomeini (1996). (Capítulo 9)
- Paco Valladares como Dr. Paco (1996). (Capítulo 14)
- Sancho Gracia como Jerónimo (1996). (Capítulo 15)
- Luis Perezagua como José María Gavilán (1996). (Capítulo 17)
- Ángel Pardo como Juan, "Gianni" (1996). (Capítulo 23)
- José Luis López Vázquez como Armando "Mandy" Núñez Cabeza de Vaca (1997). (Capítulo 33)
- Karina como Maribel (1997). (Capítulo 36)
- Gabriel Corrado como Hugo (1997). (Capítulo 37)
- Paquita Rico como Coral (1997). (Capítulo 41)
- Juanjo Cucalón como Alberto (1997). (Capítulo 43)
- Alejandra Boto como Susana (1997). (Capítulo 43)
- Francisco como Jorge (1997). (Capítulos 44 y 61)
- Mercedes Vecino como Paquita (1997). (Capítulo 45)
- Juan Jesús Valverde como Jacinto Echevarríagoitia (1997). (Capítulo 46)
- Ivonne Reyes como Gracia (1997). (Capítulos 47 y 48)
- José Luis de Vilallonga como Adolfo (1997). (Capítulos 48-49-50 y 60)
- Moncho como Juancho (1997). (Capítulo 48)
- Beatriz Carvajal como Luisa (1997). (Capítulo 53)
- Marlène Mourreau como Marie France, "Mari Paca" (1997). (Capítulos 56-57)
- Natalia Estrada como Mari Pili (1997). (Capítulo 59)
- José Manuel Parada como Stefano (1997). (Capítulo 61)
- H. Alito Rodgers Jr. como Narciso Bermúdez (1996). (Capítulo 2)
- Sara Castro como Mary Cruz (1996). (Capítulo 3)
- Silvia Maeztu como Marilyn (1996). (Capítulo 3)
- Raquel Vega como Periodista (1996). (Capítulo 4)
- Andrés Pabalón como Fotógrafo (1996) (Capítulo 4)
- Fernando Durán como Peppino (1996). (Capítulo 8)
- Lola de Miguel como Sandrina (1996). (Capítulo 8)
- Resu Morales como  Adela Pérez Hidalgo, funcionaria del Ministerio de Cultura (1996). (Capítulo 11)
- María Torronova como María (1996). (Capítulo 14)
- Sonia Verdaguer como Sharon (1996). (Capítulo 14)
- Carlos Beltrán como Policía (1996). (Capítulos 4 y 26)
- Gene Daily como Clark Gable (1996). (Capítulo 30)
- Moncho Ferrer como Teodoro (1997). (Capítulo 55)

## Listado de episodios

### Primera temporada
- La Noche de Lina - 08/02/96 - 5.490.000 32.09%
- 01) La llegada - 15/02/96 - 8.491.000 Colaboradores: Rafael Alonso, Ana Obregón, Joaquín Kremel, Tote García Ortega, Fernando Delgado, Mari Begoña, Marta Puig, Julia Martínez, Mónica Pont, Pedro García Marzo, José Manuel Mudarra y Lara Blasco
- 02) Luces y sombras en la ciudad - 22/02/96 - 7.467.000 Colaboradores: Rafael Alonso, Ana Obregón, Joaquín Kremel, Tote García Ortega, Fernando Delgado, Mari Begoña, Marta Puig, Julia Martínez, Marisol Ayuso, Mónica Pont, José Manuel Mudarra, Lara Blasco, Andrea Lazarov y H. Alito Rodgers Jr.
- 03) Alternando - 07/03/96 - 6.024.000 Colaboradores: Rafael Alonso, Ana Obregón, Joaquín Kremel, Tote García Ortega, Mari Begoña, Marta Puig, Julia Martínez, Adriana Vega, Mónica Pont, Pedro García Marzo, Lara Blasco, Andrea Lazarov, Malena Gracia, Sara Castro y Silvia Maetzu
- 04) ¡...Olé torero! - 14/03/96 - 8.601.000 Colaboradores: Rafael Alonso, Ana Obregón, Joaquín Kremel, Tote García Ortega, Mari Begoña, Mónica Pont, Marisol Ayuso, Raquel Vega, Andrés Pabalón y Carlos Beltrán  Invitados: Manuel Díaz "El Cordobés" y Miriam Díaz Aroca
- 05) Cita a ciegas - 21/03/96 - 8.182.000 Colaboradores: Rafael Alonso, Ana Obregón, Joaquín Kremel, Tote García Ortega, Fernando Delgado, Mari Begoña, Marta Puig, Julia Martínez, Mónica Pont, Lara Blasco, Adriana Vega, Invitado: Jesús Guzmán
- 06) Mens sana in corpore sano  - 28/03/96 - 8.784.000  Colaboradores: Rafael Alonso, Ana Obregón, Fernando Delgado, Tote García Ortega, Joaquín Kremel, Mari Begoña, Mónica Pont, Marta Puig, Julia Martínez, Adriana Vega, Lara Blasco, Marisol Ayuso, Andrea Lazarov
- 07) ¡Gooooll! - 04/04/96 - 7.613.000 Colaboradores: Rafael Alonso, Joaquín Kremel, Ana Obregón, Tote García Ortega, Mónica Pont, Mari Begoña, Pedro García Marzo, José Manuel Mudarra, Adriana Vega, Marisol Ayuso
- 08) ¡Quién con niños se acuesta...! - 11/04/96 Colaboradores: Ana Obregón, Rafael Alonso, Joaquín Kremel, Tote García Ortega, Mari Begoña, José Manuel Mudarra, Pedro García Marzo, Lara Blasco, Marta Puig, Julia Martínez, Fernando Durán y Lola de Miguel Invitada: Carmen Russo
- 09) Typical Spanish - 18/04/96 - 7.247.000 Colaboradores: Ana Obregón, Rafael Alonso, Joaquín Kremel, Tote García Ortega, Mari Begoña, Lara Blasco, Andrea Lazarov, Marisol Ayuso, Invitados: Moncho Borrajo y María Jiménez
- 10) Una larga convalecencia - 25/04/96 - 7.796.000 Colaboradores: Rafael Alonso, Joaquín Kremel, Lara Blasco, Mónica Pont, Adriana Vega, Tote García Ortega, Marta Puig, Julia Martínez, Invitados: Silvia Tortosa y Jesús Guzmán
- 11) Mujeres en pie de juerga - 02/05/96 - 7.942.000  Colaboradores: Ana Obregón, Rafael Alonso, Tote García Ortega, Mari Begoña, Joaquín Kremel, Fernando Delgado, Mónica Pont, Marta Puig, Julia Martínez, Marisol Ayuso, Adriana Vega, José Manuel Mudarra, Pedro García Marzo, Invitada: Resu Morales
- 12) Delirios de grandeza - 09/05/96 - 8.674.000, 50.6% Colaboradores: Fernando Delgado, Mari Begoña, Joaquín Kremel, Ana Obregón, Adriana Vega, Lara Blasco, Tote García Ortega, Mónica Pont, Marta Puig, Julia Martínez, Pedro García Marzo, Rafael Alonso, Andrea Lazarov, Invitada: Silvia Tortosa
- 13) Sin saber donde - 16/05/96 - 8.345.000 Colaboradores: Tote García Ortega, Ana Obregón, Joaquín Kremel, Rafael Alonso, Fernando Delgado, Lara Blasco, Mari Begoña, Invitada: Silvia Tortosa
- 14) ¡Por favor, un médico! - 23/05/96 - 7.979.000 Colaboradores: Ana Obregón, Tote García Ortega, Rafael Alonso, Mari Begoña, Joaquín Kremel,  Lara Blasco, José Manuel Mudarra y Sonia Verdaguer  Invitados: Paco Valladares y María Torronova
- 15) Cuestión de flechazo - 30/05/96 - 7.796.000 Colaboradores: Rafael Alonso, Ana Obregón, Joaquín Kremel, Tote García Ortega, Mari Begoña, Marisol Ayuso, Andrea Lazarov, Lara Blasco, Invitado: Sancho Gracia
- 16) Noche de brujas - 06/06/96 - 7.284.000 Colaboradores: Rafael Alonso, Ana Obregón, Joaquín Kremel, Tote García Ortega, Mari Begoña, Marta Puig, Julia Martínez, Mónica Pont, Pedro García Marzo, José Manuel Mudarra, Marisol Ayuso, Lara Blasco,
- 17) Amos de casa - 13/06/96 - 7.650.000 Colaboradores: Rafael Alonso, Ana Obregón, Joaquín Kremel, Tote García Ortega, Mari Begoña, Mónica Pont, José Manuel Mudarra, Pedro García Marzo, Lara Blasco Invitados: Pedro Rollán y Luis Perezagua
- Historia de amor de Reme y Luís (Especial recopilatorio) - 20/06/96 - 6.259.000
- Momentos de oro 1996 (Especial recopilatorio) - 27/06/96 - 4.612.000

### Segunda temporada
- 18) Vuelta a casa - 19/09/96 - 6.479.000 (13.200.000, audiencia total) Colaboradores: Ana Obregón, Tote García Ortega, Fernando Delgado, Mari Begoña, Marta Puig, Julia Martínez, Mónica Pont, José Manuel Mudarra, Pedro García Marzo, Adriana Vega, Lara Blasco, Andrea Lazarov, Invitados: Joaquín Kremel y Jesús Guzmán
- 19) Y la vida sigue... - 26/09/96 - 6.918.000 Colaboradores: Rafael Alonso, Joaquín Kremel, Fernando Delgado, Tote García Ortega, Mari Begoña, Marta Puig, Julia Martínez, Mónica Pont, Marisol Ayuso, Lara Blasco, Andrea Lazarov, Invitada: Luisa Fernanda Gaona
- 20) Estrategias - 03/10/96 - 5.856.000 Colaboradores: Rafael Alonso, Joaquín Kremel, Tote García Ortega, Fernando Delgado, Mari Begoña, Marta Puig, Julia Martínez, Mónica Pont, José Manuel Mudarra, Pedro García Marzo, Adriana Vega, Lara Blasco, Andrea Lazarov, Invitada: Luisa Fernanda Gaona
- 21) Problemas y problemas - 10/10/96 - 6.332.000 Colaboradores: Ana Obregón, Tote García Ortega, Fernando Delgado, Mari Begoña, Marta Puig, Julia Martínez, Mónica Pont, José Manuel Mudarra, Pedro García Marzo, Adriana Vega, Lara Blasco, Andrea Lazarov, Invitado: Joaquín Kremel
- 22) Un master para vivir - 17/10/96 - 5.959.000 Colaboradores: Tote García Ortega, Fernando Delgado, Mari Begoña, Mónica Pont, José Manuel Mudarra, Pedro García Marzo, Adriana Vega, Lara Blasco, Andrea Lazarov, Invitados: Joaquín Kremel, Pedro Rollán y Lolita
- 23) Todas las manos en la masa - 24/10/96 - 6.259.000 Colaboradores: Tote García Ortega, Fernando Delgado, Mari Begoña, Marta Puig, Julia Martínez, Mónica Pont, José Manuel Mudarra, Adriana Vega, Lara Blasco, Andrea Lazarov, Invitados: Joaquín Kremel, Ángel Pardo y Lolita
- 24) Custodia - 31/10/96 - 6.222.000 Colaboradores: Tote García Ortega, Fernando Delgado, Mari Begoña, Marta Puig, José Manuel Mudarra, Mónica Pont, Lara Blasco, Andrea Lazarov, Invitados: Joaquín Kremel, Pedro Rollán y Lolita
- 25) Jugadas de la vida - 07/11/96 - 6.625.000 Colaboradores: Tote García Ortega, Fernando Delgado, Mari Begoña, Marta Puig, Julia Martínez, Mónica Pont, José Manuel Mudarra, Pedro García Marzo, Adriana Vega, Lara Blasco, Andrea Lazarov, Invitados: Joaquín Kremel y Pedro Rollán
- 26) Tomando aire - 14/11/96 - 6.625.000 Colaboradores: Ana Obregón, Tote García Ortega, Fernando Delgado, Mari Begoña, Marta Puig, Julia Martínez, Mónica Pont, José Manuel Mudarra, Pedro García Marzo, Lara Blasco, Andrea Lazarov, Mariano Alameda y Carlos Beltrán Invitado: Joaquín Kremel
- 27) Amores ocultos - 21/11/96 - 6.478.000 Colaboradores: Tote García Ortega, Fernando Delgado, Mari Begoña, Marta Puig, Julia Martínez, Mónica Pont, José Manuel Mudarra, Pedro García Marzo, Lara Blasco, Invitados: Joaquín Kremel, Pedro Rollán y María José Alfonso
- 28) Zafarrancho de boda - 28/11/96 - 6.918.000 Colaboradores: Ana Obregón, Tote García Ortega, Fernando Delgado, Mari Begoña, Marta Puig, Julia Martínez, Mónica Pont, José Manuel Mudarra, Pedro García Marzo, Adriana Vega, Lara Blasco, Andrea Lazarov, Invitados: Joaquín Kremel, Pedro Rollán y María José Alfonso
- ¡Gooooll! (repetición) - 05/12/96 - 6.259.000
- 29) Depresiones varias - 12/12/96 - 6.478.000 Colaboradores: Fernando Delgado, Mari Begoña, Marta Puig, Julia Martínez, Mónica Pont, José Manuel Mudarra, Pedro García Marzo, Adriana Vega, Lara Blasco, Andrea Lazarov, Invitados: Joaquín Kremel, Pedro Rollán,  Lolita, María José Alfonso y África Gozalbes
- Mujeres en pie de juerga (repetición) - 19/12/96 - 6.186.000
- 30) Día de esperanza - 26/12/96 - 6.771.000 Colaboradores: Tote García Ortega, Fernando Delgado, Mari Begoña, Marta Puig, Julia Martínez, Mónica Pont, José Manuel Mudarra, Pedro García Marzo, Adriana Vega, Lara Blasco, Andrea Lazarov y Gene Daily Invitados: Joaquín Kremel, Pedro Rollán, Lolita, María José Alfonso y África Gozalbes

#### Especial Navidad con Lina Morgan (Obras de teatro)
- La Noche de Lina (repetición) - 28/12/96 - 3.550.000 35.6% Invitados: María Teresa Campos, Javier Gurruchaga, Ana Obregón, Paco Valladares, Tito Valverde y Manolo Zarzo.

- Celeste... no es un color - 02/01/97 - 6.644.000 Invitados: Marisol Ayuso, Luis Pérezagua, José Albert, Paloma Rodríguez, Antonio Caro y José Cela.

- Vaya par de gemelas - 09/01/97 - 5.499.000 Invitados: Pedro Peña, Antonio Ozores, Anne Marie Rosier, Amelia Aparicio, Tito Medrano, Ricardo Valle y Berto Navarro.

- El último tranvía - 16/01/97 - 4.729.000 Invitados: Pedro Peña, Ángel Terrón, Jenny Llada, Paloma Rodríguez, Tito Medrano, Amelia Aparicio, Ricardo Valle, Manuel Brun, Berto Navarro, Eva Sancho y Silvia Espigado.

### Tercera temporada
- 31) Tal como fuimos - 23/01/97 - 5.475.000 Colaboradores: Tote García Ortega, Fernando Delgado, Mari Begoña, Marta Puig, Julia Martínez, Mónica Pont, José Manuel Mudarra, Pedro García Marzo, Adriana Vega, Lara Blasco, Andrea Lazarov, Invitados: Joaquín Kremel, María José Alfonso y Pedro Rollán
- 32) Lo importante es elegir - 13/02/97 - 6.159.000 Colaboradores: Tote García Ortega, Fernando Delgado, Mari Begoña, Marta Puig, Julia Martínez, Mónica Pont, Pedro García Marzo, José Manuel Mudarra, Lara Blasco, Andrea Lazarov, Invitados: Joaquín Kremel, María José Alfonso, Pedro Rollán y Lolita
- 33) Corazones anónimos - 20/02/97 - 5.205.000 Colaboradores: Tote García Ortega, Mari Begoña, Marta Puig, Julia Martínez, Mónica Pont, Pedro García Marzo, José Manuel Mudarra, Adriana Vega Invitados: Joaquín Kremel, Lolita y José Luis López Vázquez
- 34) Una visita muy espiritual - 27/02/97 - 6.012.000 Colaboradores: Tote García Ortega, Fernando Delgado, Mari Begoña, Marta Puig, Julia Martínez, Mónica Pont, Pedro García Marzo, José Manuel Mudarra, Lara Blasco, Andrea Lazarov, Invitados: Joaquín Kremel, María José Alfonso y Manuel Galiana
- 35) Celos - 06/03/97 - 4.289.000 Colaboradores: Tote García Ortega, Fernando Delgado, Mari Begoña, Marta Puig, Julia Martínez, Mónica Pont, Pedro García Marzo, José Manuel Mudarra, Adriana Vega, Lara Blasco, Andrea Lazarov Invitados: Joaquín Kremel, María José Alfonso y Pedro Rollán
- 36) Sombras del pasado - 13/03/97 - 5.242.000 Colaboradores: Tote García Ortega, Fernando Delgado, Mari Begoña, Marta Puig, Julia Martínez, Mónica Pont, Pedro García Marzo, José Manuel Mudarra, Adriana Vega Invitados: Joaquín Kremel, María José Alfonso, Pedro Rollán y Karina
- 37) Tango - 20/03/97 - 5.609.000  Colaboradores: Tote García Ortega, Fernando Delgado, Mari Begoña, Marta Puig, Julia Martínez, Mónica Pont, Pedro García Marzo, José Manuel Mudarra, Adriana Vega, Invitados: Joaquín Kremel, María José Alfonso, Pedro Rollán, Manuel Galiana y Gabriel Corrado
- 38) Encuentros - 03/04/97 - 5.059.000 Colaboradores: Tote García Ortega, Fernando Delgado, Mari Begoña, Marta Puig, Julia Martínez, Mónica Pont, Lara Blasco, Andrea Lazarov, Adriana Vega, Invitados: Joaquín Kremel, María José Alfonso, Pedro Rollán y Manuel Galiana
- 39) Una pizca de magia - 10/04/97 - 4.032.000 Colaboradores: Tote García Ortega, Mari Begoña, Marta Puig, Julia Martínez, Mónica Pont, Pedro García Marzo, José Manuel Mudarra, Invitados: Joaquín Kremel, Pedro Rollán y Gonzalo Bargalló
- 40) Aplausos - 17/04/97 - 5.022.000 Colaboradores: Tote García Ortega, Fernando Delgado, Mari Begoña, Marta Puig, Julia Martínez,  Mónica Pont, Pedro García Marzo, José Manuel Mudarra, Lara Blasco, Andrea Lazarov, Adriana Vega, Invitados: Joaquín Kremel, María José Alfonso, Pedro Rollán y Gonzalo Bargalló
- 41) La Buenaventura - 24/04/97 - 5.169.000 Colaboradores: Tote García Ortega, Fernando Delgado, Mari Begoña, Mónica Pont, Pedro García Marzo, José Manuel Mudarra, Lara Blasco, Andrea Lazarov, Adriana Vega, Invitados: Joaquín Kremel, María José Alfonso, Pedro Rollán y Paquita Rico
- 42) Tiempos duros - 01/05/97 - 4.520.000  Colaboradores: Tote García Ortega, Mari Begoña, Marta Puig, Julia Martínez,  Mónica Pont, Pedro García Marzo, José Manuel Mudarra, Andrea Lazarov, Adriana Vega y Mariano Alameda Invitados: Joaquín Kremel y Pedro Rollán
- 43) Va de bronca - 08/05/97 - 5.645.000 Colaboradores: Tote García Ortega, Fernando Delgado, Mari Begoña, Marta Puig, Julia Martínez, Mónica Pont, Pedro García Marzo, Juanjo Cucalón, Mariano Alameda, Alejandra Boto, Invitados: Joaquín Kremel, Pedro Rollán y María José Alfonso
- 44) Bel canto - 15/05/97 - 4.912.000 Colaboradores: Tote García Ortega, Mari Begoña, Marta Puig, Julia Martínez, José Manuel Mudarra, Adriana Vega, Andrea Lazarov, Invitados: Joaquín Kremel, Pedro Rollán y Francisco
- 45) Petición de mano - 22/05/97 - 6.085.000 Colaboradores: Tote García Ortega, Fernando Delgado, Mari Begoña, Marta Puig, Julia Martínez, Mónica Pont, Pedro García Marzo, José Manuel Mudarra, Invitados: Joaquín Kremel, María José Alfonso, Pedro Rollán y Mercedes Vecino
- Tango (repetición) - 29/05/97 - 2.199.000 (Emitido a las 23:30 h)
- 46) Dando la cara - 05/06/97 - 5.205.000 Colaboradores: Tote García Ortega, Mari Begoña, Marta Puig, Julia Martínez, Fernando Delgado, José Manuel Mudarra, Adriana Vega, Mariano Alameda Invitados: Joaquín Kremel, Juan Jesús Valverde, Pedro Rollán, María José Alfonso y Lolita
- 47) Una mujer muy suelta - 12/06/97 - 4.912.000 Colaboradores: Pedro García Marzo, Mónica Pont, Mari Begoña, Tote García Ortega, José Manuel Mudarra, Adriana Vega, Fernando Delgado, Marta Puig, Julia Martínez, Mariano Alameda e Ivonne Reyes Invitados: Pedro Rollán, Lolita, María José Alfonso y Joaquín Kremel
- 48) Un anillo con una fecha por dentro - 19/06/97 - 5.394.000 Colaboradores: Fernando Delgado, Mari Begoña, Pedro García Marzo, José Manuel Mudarra, Mónica Pont, Julia Martínez, Tote García Ortega, Marta Puig, Invitados: Ivonne Reyes, Lolita, Pedro Rollán, María José Alfonso, Joaquín Kremel, José Luis de Vilallonga y Moncho

### Cuarta temporada
- Un anillo con una fecha por dentro (repetición) - 18/09/97 - 4.517.000
- 49) Vestida de malva y tul - 25/09/97 - 5.571.000 Colaboradores: Tote García Ortega, Fernando Delgado, Mari Begoña, Marta Puig, Julia Martínez, Mónica Pont, Pedro García Marzo, José Manuel Mudarra, Andrea Lazarov, Verónica Parejo Invitados: Joaquín Kremel, Pedro Rollán, María José Alfonso, Lolita, Valentín Paredes y José Luis de Vilallonga
- 50) La boda de Reme - 02/10/97 - 6.131.000 Colaboradores: Javier Cámara, Mari Begoña, José Manuel Mudarra, Marta Puig, Julia Martínez, Mónica Pont, Tote García Ortega, Andrea Lazarov, Pedro García Marzo, Fernando Delgado, Adriana Vega, Verónica Parejo Invitados: María José Alfonso, Pedro Rollán, Lolita, Joaquín Kremel, José Luis de Vilallonga y Valentín Paredes.
- 51) Un padre de ida y vuelta - 09/10/97 - 5.476.000 Colaboradores: Adriana Vega, José Manuel Mudarra, Valentín Paredes, Julia Martínez, Silvia Abascal, Mari Begoña, Tote García Ortega, Rafael Castejón, Marta Puig, Javier Cámara, Pedro García Marzo, Mónica Pont Invitados: Lolita, Pedro Rollán y Joaquín Kremel
- 52) Padres, madres, hijos - 16/10/97 - 5.809.000 Colaboradores: Pedro García Marzo, Julia Martínez, Valentín Paredes, Mari Begoña, Silvia Abascal, Rafael Castejón, Tote García Ortega, Fernando Delgado, Marta Puig, Mónica Pont, Javier Cámara Invitados: Pedro Rollán, Joaquín Kremel y María José Alfonso.
- 53) Viernes noche - 23/10/97 - 5.730.000 Colaboradores: Pedro García Marzo, Javier Cámara, Tote García Ortega, Fernando Delgado, Silvia Abascal, Rafael Castejón, Mari Begoña, Valentín Paredes, Mónica Pont Invitados: Beatriz Carvajal, Pedro Rollán, Joaquín Kremel y María José Alfonso.
- 54) Grandes esperanzas - 06/11/97 - 6.232.000 Colaboradores: Silvia Abascal, Rafael Castejón, Mari Begoña, Tote García Ortega, Julia Martínez, Andrea Lazarov, Marta Puig, Verónica Parejo, Valentín Paredes Invitados: Pedro Rollán y Joaquín Kremel.
- 55) El actor - 13/11/97 - 4.948.000 Colaboradores: Julia Martínez, Moncho Ferrer, Tote García Ortega, Jesús Olmedo, Mari Begoña, Silvia Abascal, Rafael Castejón, Marta Puig, Valentín Paredes Invitados: Pedro Rollán y Joaquín Kremel
- 56) Lecciones de streeptease - 20/11/97 - 5.972.000 Colaboradores: Jesús Olmedo, Marta Puig, Rafael Castejón, Mari Begoña, Silvia Abascal, Tote García Ortega, Javier Cámara, Julia Martínez, Valentín Paredes, Andrea Lazarov Invitados: Pedro Rollán, Marlene Mourreau y Joaquín Kremel
- 57) Un pase muy sexy - 27/11/97 - 4.993.000 Colaboradores: Mari Begoña, Javier Cámara, Julia Martínez, Rafael Castejón, Silvia Abascal, Tote García Ortega, Jesús Olmedo, Marta Puig, Valentín Paredes Invitados: Pedro Rollán, Marlene Mourreau y Joaquín Kremel
- 58) Cartas de París - 04/12/97 - 5.961.000 Colaboradores: Valentín Paredes, Mari Begoña, Rafael Castejón, Tote García Ortega, Silvia Abascal, Javier Cámara, Marta Puig, Julia Martínez Invitados: Pedro Rollán y Joaquín Kremel
- 59) Novia de alquiler - 11/12/97 - 6.116.000 Colaboradores: Andrea Lazarov, Marta Puig, Rafael Castejón, Tote García Ortega, Silvia Abascal, Javier Cámara, Mari Begoña, Valentín Paredes, Julia Martínez, Verónica Parejo Invitados: Pedro Rollán, Natalia Estrada y Joaquín Kremel
- 60) Desbandada general - 18/12/97 - 5.772.000 Colaboradores: Andrea Lazarov, Mari Begoña, Julia Martínez, Javier Cámara, Tote García Ortega, Silvia Abascal, Rafael Castejón, Marta Puig, Valentín Paredes, Verónica Parejo Invitados: Pedro Rollán, José Luis de Vilallonga y Joaquín Kremel
- 61) Sí, quiero - 25/12/97 - 7.332.000 Colaboradores: Verónica Parejo, José Manuel Mudarra, Adriana Vega, Javier Cámara, Mónica Pont, Julia Martínez, Mari Begoña, Rafael Castejón, José Manuel Parada, Silvia Abascal, Tote García Ortega, Fernando Delgado, Manuel Galiana, María José Alfonso, Marta Puig, Pedro García Marzo, Valentín Paredes, Andrea Lazarov, Lara Blasco Invitados: Pedro Rollán, Joaquín Kremel y Francisco
- Momentos de oro 1996-1997 (Especial recopilatorio) - 15/01/98
- Especial Hostal Royal Manzanares: Colaboradores: Adriana Vega, Fernando Delgado, Rafael Alonso, Mari Begoña, Mónica Pont, Tote García Ortega, Pedro García Marzo, Marta Puig, Julia Martínez, Joaquín Kremel, Lara Blasco, Ana Obregón, Marisol Ayuso, José Manuel Mudarra, Pedro Rollán, Rafael Alonso, Lolita, María José Alfonso, Mariano Alameda, Valentín Paredes, Javier Cámara, Silvia Abascal, Rafael Castejón, Jesús Olmedo y José Manuel Parada.

Invitados: Silvia Tortosa, Paco Valladares, Sancho Gracia, Luis Perezagua, Ángel Pardo, África Gozalbes, Manuel Galiana, Gabirel Corrado, J. Gonzalo Bargalló, Paquita Rico, Juanjo Cucalón, Alejandra Boto, Francisco, Mercedes Vecino, Juan Jesús Valverde, Ivonne Reyes, José Luis de Vilallonga y Marléne Mourreau.

## Premios y nominaciones
TP de Oro
| Año  | Categoría      | Resultado |
| ---- | -------------- | --------- |
| 1996 | Serie Nacional | Nominada  |
| 1997 | Serie Nacional | Nominada  |

Premios ATV
| Año                                                 | Categoría                                                    | Resultado |
| --------------------------------------------------- | ------------------------------------------------------------ | --------- |
| 1998                                                | Programa de Ficción                                          | Nominado  |
| Premio Iris a la mejor interpretación femenina 1998 | Premio Iris a la mejor interpretación femenina a Lina Morgan | Nominada  |

- Datos: Q5903235